# Tschechoslowakische Badminton-Juniorenmeisterschaft
Tschechoslowakische Badminton-Juniorenmeisterschaften wurden von 1965 an bis zum Ende des Bestehens der gemeinsamen Republik von Tschechen und Slowaken ausgetragen. Die Austragung von Titelkämpfen der Erwachsenen begann 1961 und die Austragung von Mannschaftsmeisterschaften 1964. Als internationale Titelkämpfe der ČSSR wurden die Czechoslovakian International durchgeführt.

## Die Titelträger
| Saison | Herreneinzel      | Dameneinzel          | Herrendoppel                      | Damendoppel                          | Mixed                               |
| ------ | ----------------- | -------------------- | --------------------------------- | ------------------------------------ | ----------------------------------- |
| 1965   | Miroslav Pezlar   | Věra Peřinová        | Miroslav Pezlar Ladislav Rehor    | Věra Peřinová Miluse Bilciková       | Petr Nadvorník Věra Peřinová        |
| 1966   | Jan Novotný       | Hana Rerichová       | Miroslav Pezlar Ladislav Rehor    | Danuše Povolná Milena Kuzelová       | Jan Novotný Hana Rerichová          |
| 1967   | Ladislav Rehor    | Milena Kuzelová      | Jan Chmela Jiří Chmela            | Milena Kuzelová Alexandra Fadrna     | Zbyněk Schwarz Jaroslava Krahulcová |
| 1968   | Petr Pavel        | Jaroslava Krahulcová | Josef Brejcha Petr Freimann       | Jaroslava Krahulcová Anna Škodová    | Petr Freimann Benediktová           |
| 1969   | Petr Pavel        | Jaroslava Krahulcová | Tomáš Dohnal Petr Pavel           | Marie Krkošková Vera Mydlarová       | Petr Pavel Jaroslava Krahulcová     |
| 1970   | Petr Pavel        | Marie Krkošková      | Zdeněk Kozesnik Josef Kraus       | Jaroslava Krahulcová Anna Škodová    | Petr Pavel Jaroslava Krahulcová     |
| 1971   | Miroslav Šrámek   | Marie Krkošková      | Zdeněk Kozesnik Mojmir Skalický   | Marie Krkošková Olga Zrnová          | Mojmir Skalický Marie Krkošková     |
| 1972   | Miroslav Šrámek   | Marie Krkošková      | Miroslav Šrámek Ales Guttenberger | Taťána Pravdová Olga Zrnová          | Miroslav Šrámek Olga Zrnová         |
| 1973   | Karel Myskovsky   | Marie Krkošková      | Juraj Reis Marian Vachna          | Marie Krkošková Jitka Trminková      | Karel Myskovský Marie Krkošková     |
| 1974   | Karel Lakomý      | Maria Holobradá      | Karel Lakomý Vladimír Janda       | Maria Holobradá Helena Turcinková    | Vladimír Janda Helena Turcinková    |
| 1975   | Karel Lakomý      | Helena Turcinková    | Karel Lakomý Vladimír Janda       | Helena Turcinková Buresová           | Karel Lakomý Zuzana Valečková       |
| 1976   | Michal Malý       | Jiřína Hubertová     | Vladimír Janda Lubos Sedlak       | Helena Turcinková Jiřína Hubertová   | Michal Malý Zuzana Valečková        |
| 1977   | Michal Malý       | Zuzana Valečková     | Michal Malý Ladislav Tandler      | Milena Hamralová Zuzana Valečková    | Michal Malý Zuzana Valečková        |
| 1978   | Ladislav Tandler  | Alena Nejedlová      | Juraj Lenárt Ladislav Tandler     | Milena Hamralová Alena Nejedlová     | Ladislav Tandler Alena Nejedlová    |
| 1979   | Ľubomír Čechovský | Alena Nejedlová      | Petr Čech Vladimir Hrubý          | Eliška Klučková Alena Nejedlová      | Stanislav Kraus Alena Nejedlová     |
| 1980   | Richard Hobzik    | Eliška Klučková      | Radek Goldmann Richard Hobzik     | Sona Karwaczyková Eliška Klučková    | Richard Hobzik Eliška Klučková      |
| 1981   | Richard Hobzik    | Jitka Čuprová        | Jiří Dufek Richard Hobzik         | Irena Ferencová Yweta Trminková      | Richard Hobzik Jitka Čuprová        |
| 1982   | Jiří Dufek        | Irena Ferencová      | Jiří Dufek Tomáš Zapletal         | Jaroslava Balcarová Irena Ferencová  | Jiří Dufek Irena Ferencová          |
| 1983   | Roman Janostik    | Jaroslava Balcarová  | Jiří Hlavaty Pavel Kubis          | Jaroslava Balcarová Jana Drapaková   | Jiří Hlavaty Radka Viktorinová      |
| 1984   | Radek Heger       | Jaroslava Balcarová  | Radek Heger Roman Janostik        | Jaroslava Balcarová Jana Mrstinová   | Jaroslav Hawlik Jaroslava Balcarová |
| 1985   | Tomasz Mendrek    | Jitka Lacinová       | Pavel Brazda Tomasz Mendrek       | Radka Viktorinová Jitka Lacinová     | Tomasz Mendrek Radka Viktorinová    |
| 1986   | Tomasz Mendrek    | Jitka Lacinová       | Radek Svoboda Tomasz Mendrek      | Eva Lacinová Jitka Lacinová          | Tomasz Mendrek Jitka Lacinová       |
| 1987   | Radek Svoboda     | Jitka Lacinová       | Radek Svoboda Martin Vrkoslav     | Eva Lacinová Jitka Lacinová          | Martin Vrkoslav Jitka Lacinová      |
| 1988   | Martin Kulhavy    | Eva Lacinová         | Radek Gregor Jan Jurka            | Eva Lacinová Dana Matoušková         | Jan Doucha Eva Lacinová             |
| 1989   | Petr Janda        | Veronika Vopalenska  | Petr Janda Petr Horský            | Petra Hlubučková Dana Matoušková     | Petr Janda Dana Matoušková          |
| 1990   | Petr Janda        | Veronika Vopalenska  | Petr Janda Daniel Gaspar          | Veronika Vopalenska Diana Stadniková | Ladislav Oros Eva Melounová         |
| 1991   | Martin Skoupil    | Markéta Koudelková   | Jan Lanik Pavel Weigner           | Markéta Koudelková Zuzana Kalivodová | Igor Paar Zuzana Kalivodová         |
| 1992   | Jan Kostelecký    | Markéta Koudelková   | Jan Kostelecký Jan Panoš          | Markéta Koudelková Zuzana Kalivodová | Martin Panoš Zuzana Kalivodová      |